# Klarfiltration
Klarfiltration (oft auch Klärfiltration genannt) ist eine Filtration, bei der das Filtrat (= Klare) gewonnen werden soll, also die durch das Filter gehende Flüssigkeit; am abfiltrierten Feststoff ist man nicht interessiert.